# Adam Naruszewicz
Adam Naruszewicz (Pinsk, 20 ottobre 1733 – Janów Podlaski, 8 luglio 1796) è stato un vescovo cattolico, storico e poeta polacco, uno dei migliori scrittori dell'illuminismo polacco.

## Biografia

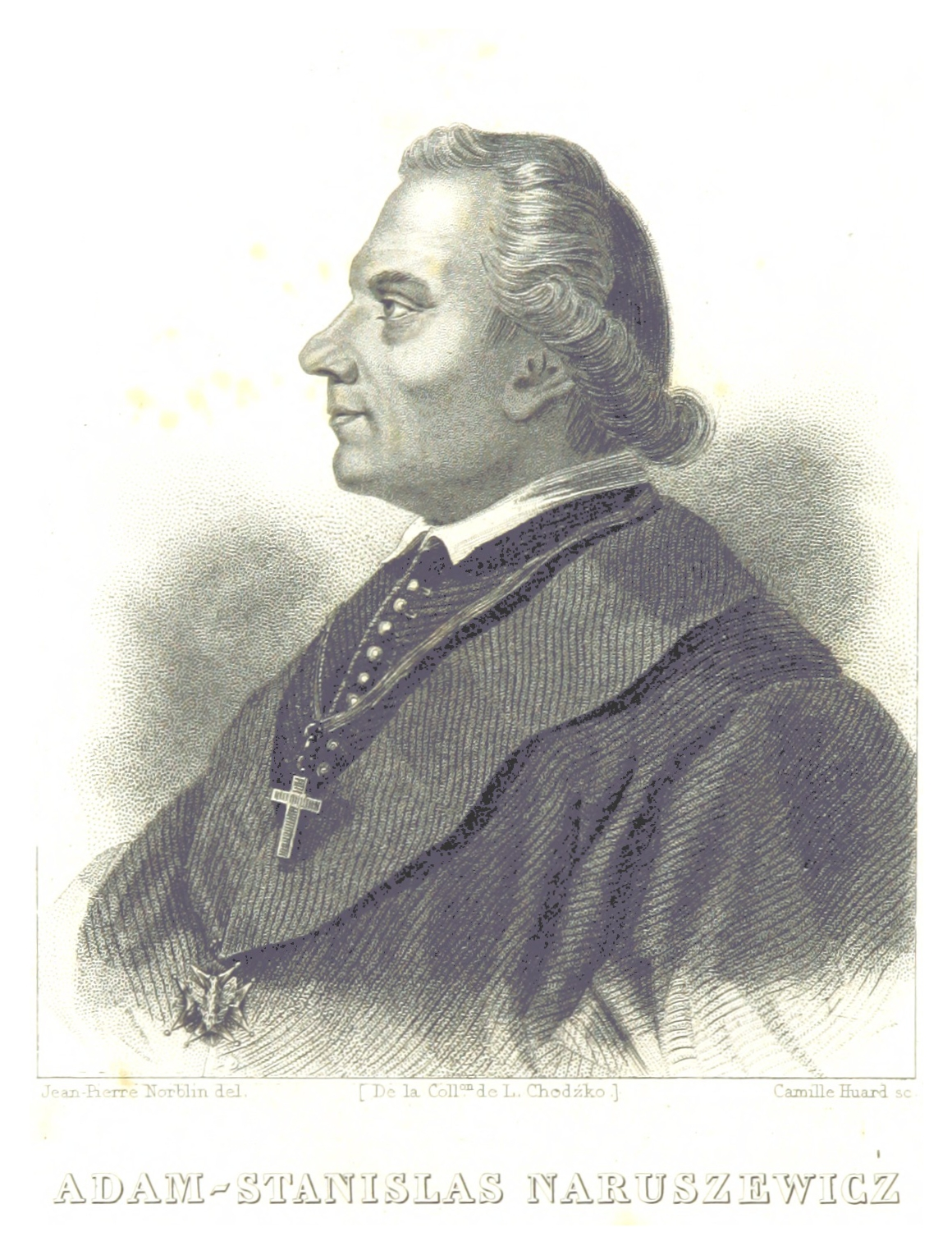
Adam Naruszewic

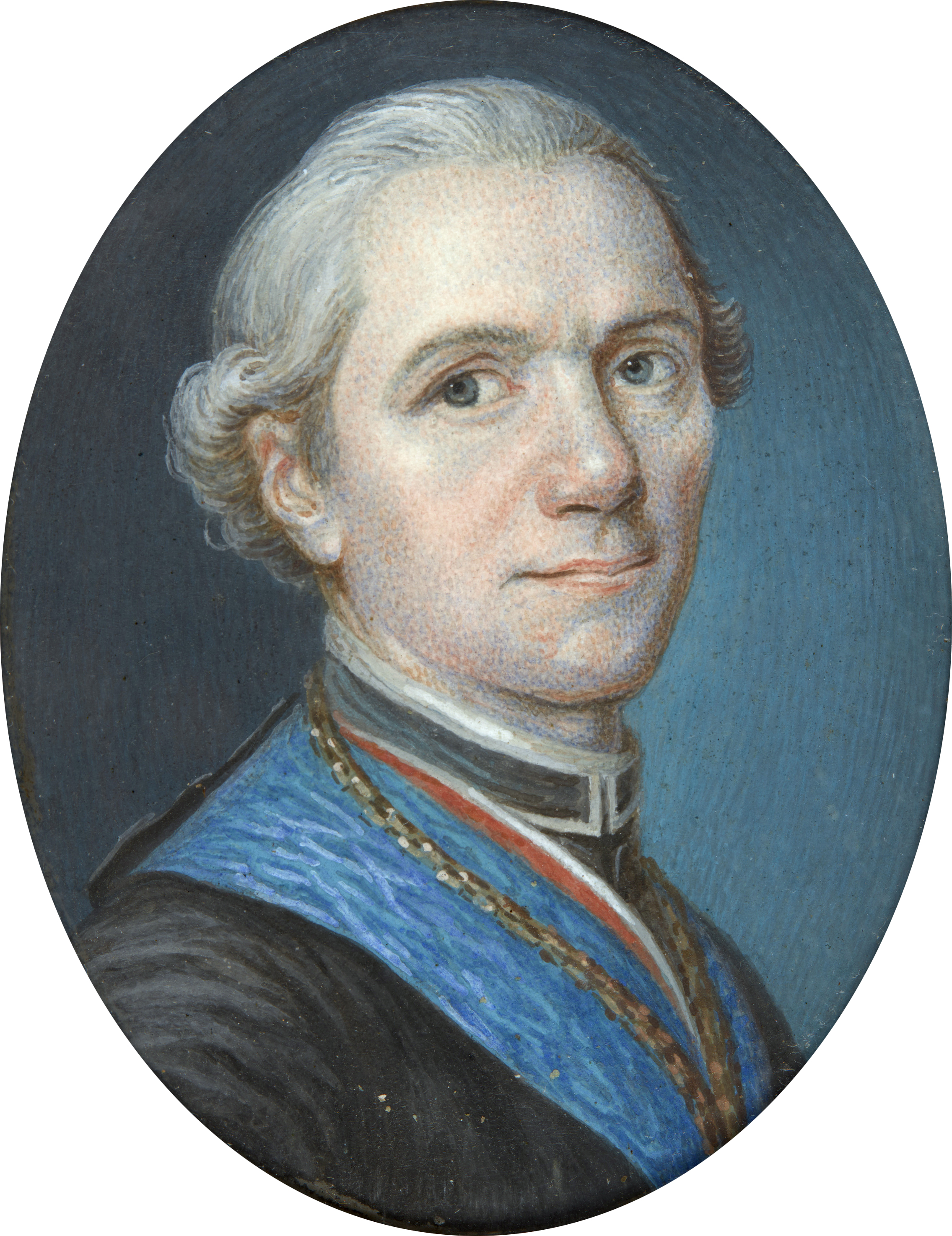
Adam Naruszewic

Adam Naruszewicz nacque a Pinsk il 20 ottobre 1733, in una famiglia nobile, in precedenza benestante, e alla sua nascita un po' decaduta.
Fu educato nelle scuole gesuite, tra le quali a Vilnius, si è diplomato all'età di soli quindici anni, dopo di che è entrato nel convento e ha iniziato a lavorare come insegnante. Nel 1748 fu mandato a Lione per continuare la sua istruzione presso la scuola dei Gesuiti.
Tornò in Polonia dopo dieci anni e iniziò a lavorare come docente latino al Collegium Nobilium di Varsavia e all'Accademia di Vilnius.
In seguito, nel 1788, divenne vescovo a Smolensk, e poi vescovo di Luc'k.
Presentato al re Stanislao II Augusto Poniatowski, negli anni settanta, da Adam Czartoryski, ha rapidamente guadagnato il suo favore, divenendo dal 1770 uno dei suoi più stretti collaboratori, e nel 1773 fu protetto dal re quando i Gesuiti vennero cacciati.
Dal 1771 è stato redattore della prima rivista polacca letteraria, intitolata Zabawy Przyjemne i Pożyteczne (Divertimento piacevole e utile).
Per quanto riguarda la letteratura, fu l'autore della Storia della nazione polacca dai tempi della conversione alla cristianità (1786), richiesta dal re, composta da sette volumi, la prima opera sulla storia medievale della Polonia, liberata delle leggende e delle invenzioni dei cronachisti precedenti, si impegnò in numerose traduzioni di Quinto Orazio Flacco, Anacreonte e Publio Cornelio Tacito, scrisse poesie originali, tra cui otto Satire, di costume, legate al programma di riforme sociali e politiche, e liriche di ispirazione anacreontica e oraziana, raccolte nei quattro volumi intitolati Lirykòw ksiąg czworo (1778).
Tra i suoi poemi si può menzionare Il pallone (Balon), scritto in occasione del primo volo in mongolfiera su Varsavia, effettuato nel 1789. Oltre al paragone con Icaro, lo scrittore esaltò le capacità della ragione umana che gli consente di oltrepassare i limiti della natura. Inoltre descrisse anche la situazione politica della Polonia, che grazie alla ragione umana, poteva migliorare.

## Genealogia episcopale
La genealogia episcopale è:
- Cardinale Scipione Rebiba
- Cardinale Giulio Antonio Santori
- Cardinale Girolamo Bernerio, O.P.
- Arcivescovo Galeazzo Sanvitale
- Cardinale Ludovico Ludovisi
- Cardinale Luigi Caetani
- Cardinale Ulderico Carpegna
- Cardinale Paluzzo Paluzzi Altieri degli Albertoni
- Cardinale Gaspare Carpegna
- Cardinale Fabrizio Paolucci
- Cardinale Francesco Barberini
- Cardinale Annibale Albani
- Cardinale Federico Marcello Lante Montefeltro della Rovere
- Cardinale Lazzaro Opizio Pallavicini
- Cardinale Giuseppe Garampi
- Arcivescovo Michał Jerzy Poniatowski
- Vescovo Adam Stanisław Naruszewicz, S.I.

## Opere
- Elegia nomine Provinciae Masoviticae Soc. J. exhibita Episcopo Premysliensi Andreae Stanislao Młodziejowski (1766);
- Celsissimo S. R. J. Principi Ignatio Comiti Krasicki, Episcopo Varmiensi et Sambiensi, Terrarum Prusiae Praesidii recens inaugurato Societas Jesu Provinciae Masoviae gratulatur (1767);
- Elegia nomine Provinciae Masoviticae Soc. Jesu ad neoconsecratum Gnesnensem Archiepiscopum Gabrielem Podoski (1767);
- Ad Illustrissimum A. Młodziejowski die suae in pontificem inaugurationis Societas Jesu Provinciae Masoviae (1767);
- Guido, il conte di Bleus (Gwido, hrabia Blezu) (1770);
- Elegia nomine Provinciae Masoviticae Soc. Jesu ad neoconsecratum Episcopum Uranopolitanum Christophorum Szembek (1771);
- Tancredi (Tankred, 1773);
- Quattro libri lirici (Lirykòw ksiąg czworo, 1778);
- Il pallone (Balon, 1779);
- Arcadia (Arkadia, 1783);
- Storia della nazione polacca dai tempi della conversione alla cristianità (Historia narodu polskiego od początku chrześcijaństwa, 1786).